# 張永禮
張永禮（1914年5月13日—2011年10月23日），越南共和國政治人物，曾擔任越南共和國國會主席（即議長）。學者張永記之曾孫。:31

## 生平
1914年5月13日，張永禮出生於越南朔莊。張永禮畢業於政治、經濟和企業管理專業。
越南第一共和國時期，張永禮曾出任越南共和國國會主席。1963年，第一共和國總統吳廷琰被推翻後，張永禮的資產曾遭到新政府凍結。
1971年阮高祺與張永禮聯名申請成爲1971年越南共和國總統選舉候選人，兩人隨後宣佈退出該選舉，使得時任阮文紹與陳文香組合成爲唯一的一個參選組合。阮文紹於當年10月2日的選舉中以100%的得票率成功連任越南共和國總統。
張永禮曾擔任西貢印刷公司總經理，有出版物《印度支那時報》（Le Temps d'Indochinese）、《遠東》（Extreme Asie）、《政黨演壇》（Diễn đàn chính đảng）。
張永禮擔任過越南公民集團、各國議會聯盟越南分部和1963年亞洲人民反共聯盟主席。在社會組織方面，他擔任過西貢扶輪社主席和越－法協會主席。
2011年10月23日在法國巴黎去世。

## 個人生活
張永禮是天主教徒。他已婚，有至少七個孩子。